# The shelter of your eyes
The shelter of your eyes is een lied van Don Williams. Hij bracht het in 1972 uit op de A-kant van een single, met Playin' around op de B-kant. Een jaar later bracht hij het nogmaals op de B-kant van een single uit, met Amanda op de A-kant. Verder verscheen het in 1973 op zijn eerste elpee Volume one. Hij schreef het lied zelf.
Dit was de eerste single van Williams die een hitparade binnenkwam, met plaats nummer 14 in Billboards Hot Country Songs. Zijn debuutsingle Don't you believe kende geen hitnoteringen.
Er verschenen verschillende covers van het lied, aanvankelijk al in 1973 door The Po' Boys, in 1974 door Lobo en in 1976 door de Nederlandse band The Cats op hun album Homerun. Verder verscheen er in 1980 nog een vertaling door Boris Bergman (Miss Duval) van de Franse zanger Eddy Mitchell en bracht Jimmy Little in 2013 nog een cover van de Engelse versie uit.